# Architettura neobizantina

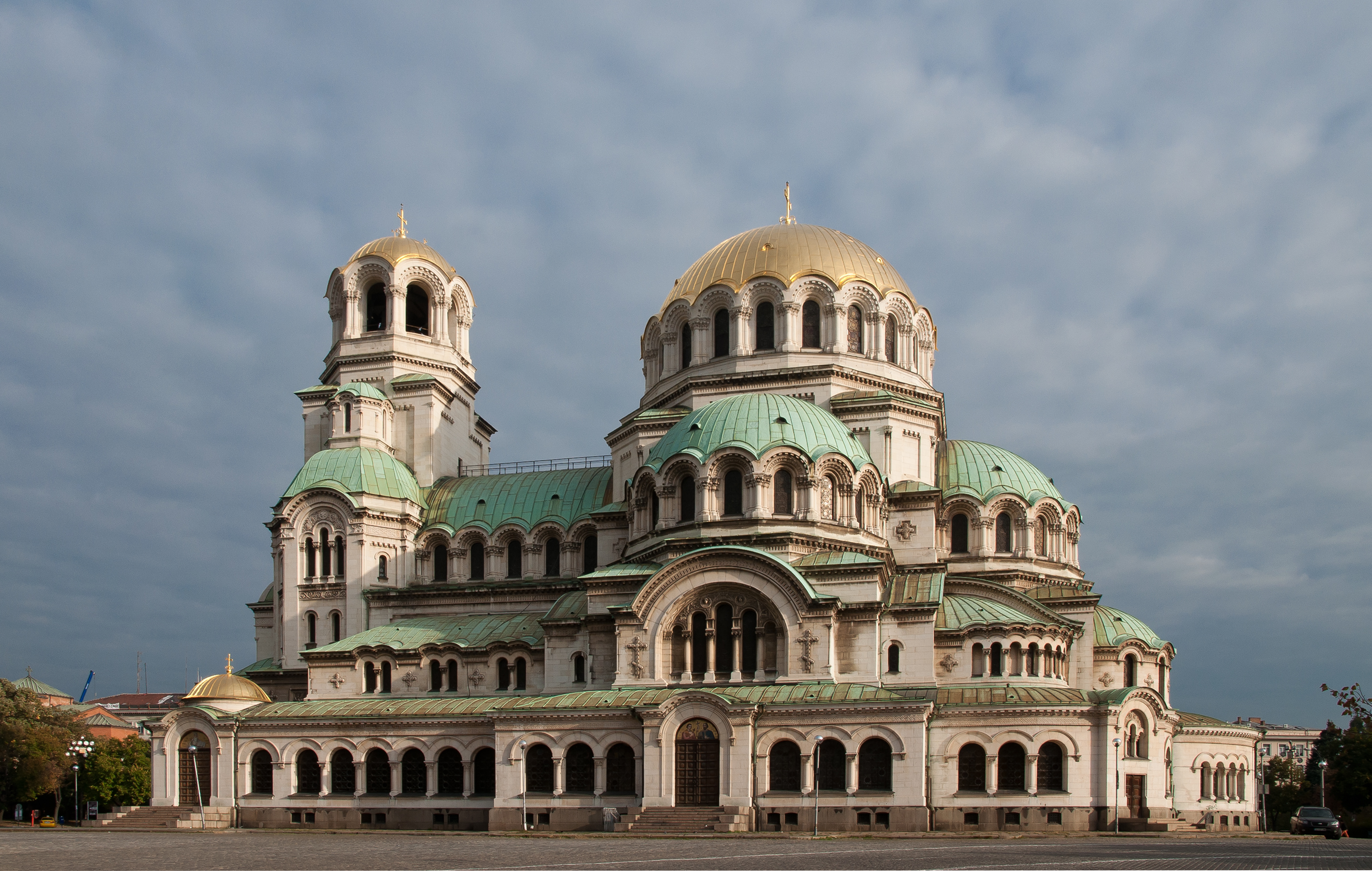
La cattedrale di Aleksandăr Nevski di Sofia (Bulgaria), è un grande esempio di architettura neobizantina.

L'architettura neobizantina costituisce uno stile basato sull'architettura bizantina, in voga tra la fine del XIX secolo e l'inizio del XX secolo; fu impiegato principalmente in edifici religiosi ed edifici di notevole importanza. L'architettura neobizantina, come già detto, conserva alcuni particolari di quella bizantina usata negli edifici religiosi tra il V secolo e l'XI secolo. Le principali città che ospitano edifici in stile neobizantino sono Atene, Belgrado, Istanbul, Patrasso, Salonicco, Bucarest, Sofia, Bristol e Mosca. Architetture neobizantine sono comunque presenti anche in Europa occidentale, ad esempio la Cattedrale di Westminster a Londra e la Basilica del Sacro Cuore a Parigi.